# Pan Edwards
Pan Edwards (ang. Mr. Edwards) – postać fikcyjna, będąca bohaterem książek z serii Domek autorstwa Laury Ingalls Wilder oraz ekranizacji tych utworów. W serialu telewizyjnym otrzymał imię Isaiah.

## Opis postaci
Samotny traper, pochodzący z Tennessee.
Ingallsowie zetknęli się z nim po raz pierwszy w okresie pobytu niedaleko Independence w stanie Kansas. Był ich sąsiadem. Wielokrotnie pomagał rodzinie. Gdy okazało się, że osadnicy nie mają prawa osiedlać się w Kansas, popłynął rzeką Verdigris na południe. Okres ten opisany jest w części drugiej cyklu Domek na prerii.
Po około 8 latach, w nowo powstającym DeSmet (Nad brzegami Srebrnego Jeziora), Edwards pomógł Charlesowi w walce z nieuczciwym osadnikiem, zainteresowanym działką w okolicy miasta.
Pan Edwards pojawia się też na chwilę w Długiej zimie i podarowuje niewidomej Mary dwadzieścia dolarów na szkołę.
W przeciwieństwie do fikcyjnej Nellie Oleson, w przypadku pana Edwardsa jako postaci literackiej nie ma pewności co do pierwowzoru. Prawdopodobnie jego cechy są kompilacją wielu bliżej nieokreślonych osób (sąsiadów), z którymi zetknęli się Ingallsowie w trakcie swoich podróży. Jedna z teorii mówi o Edmundzie Masonie, którego grób znajduje się na cmentarzu Harrison Cemetery w Independence. Jest jednak mało prawdopodobne, by był on również panem Edwardsem z okresu w Dakocie.

## Ekranizacje
Aktorzy odtwarzający postać pana Edwardsa w niektórych ekranizacjach cyklu:
- Domek na prerii (serial telewizyjny) + towarzyszące mu filmy (1974–1984): Victor French
- Domek na prerii (miniserial) (2005): Gregory Sporleder